# Joana Serrat
Joana Serrat i Tarré (Vic, Osona, 1983) é uma cantautora catalã de estilo folk de raiz americana com toques de pop que canta maioritariamente em inglês mas também, por vezes, em catalão. O seu folk intimista e evocador é de claras influências norte-americanas e canadenses.

## Biografia
Joana Serrat começa a sua carreira musical no início de 2008 com o aparecimento do seu primeiro disco Liffey sob o acrónimo J.S.T. Um disco muito intimista nasce criado durante uma estadia em Dublín e ganha o prêmio Troc de Músics, facto que lhe permitiu actuar pela primeira ocasião em Portugal e Perpinyà. Participa no festival Invictro 2008 localizado no Mercado de Música Viva de Vic e poucos meses depois publica Hit The Pavement (2009), disco editado por ela mesma e que não promove.
Nos seguintes anos afasta-se dos palcos e entra num longo período de reflexão e introspecção pessoal, durante o qual grava em várias sessões nos Baraka Studio o que acabará por ser o seu terceiro disco: The Relief Sessions. Em 2009, em 5 dias grava os 7 temas que farão parte de um novo trabalho, mas o processo prolonga-se e ao não encontrar discográfica nem distribuidora, adia o lançamento. Meses depois continua a compor e fruto disso nasce entre 2010 e 2011 um segundo CD que fechará a temática aberta durante as gravações do 2009, formando assim um trabalho que origina um duplo finalmente CD publicado em 2012.
Em 2011 depois de 2 anos afastada dos palcos volta a participar no Invictro do Mercado de Música Viva de Vic 2011 e a sua canção «Newsom Song» faz parte do vinil comemorativo do décimo aniversário. Em fevereiro de 2012, depois de três anos de preparação, finalmente sai o duplo álbum de The Relief Sessions ("Sessões de alívio"). Este disco indica um ponto de inflexão no artista, sendo o primeiro que assina com o seu nome, o primeiro que incorpora temas em catalão e o que chega o reconhecimento musical, sendo considerada por meios de comunicação como Enderrock ou RAC 105 como uma das revelações do 2012, actuando naquele mesmo ano em festivais destacados como o Festival Cruïlla de Barcelona, (a)phònica de Banyoles, Foramuralla de Vic ou o Festival de Guitarra de Barcelona. Nos concertos acompanha-se da sua irmã Carla Serrat como acompanhamento vocal e de instrumentos e o seu irmão Toni Serrat à bateria.
Em 2014 publica Dear Great Canyon com a discográfica El Segell del Primavera. Este segundo trabalho foi produzido por Howard Bilerman, nomeado a um Grammy no mítico Funeral (2004) de Arcade Fire, e conta entre os músicos de gravação com a colaboração dos canadenses Gavin Gardiner (The Wooden Sky) e Mike Ou'Brien (Vic Chesnutt). Enquanto «The Blizzard» é escolhida Canção da Semana pela mítica loja inglesa Rough Trade, o álbum entra na lista de discos mais vendidos em Espanha (AFYVE) e as suas canções começam a soar regularmente em emissores nacionais e internacionais como a BBC6 britânica, a BBC Scotland e a ABC (a rádio nacional de Austrália). A revista semanal musical britânica New Musical Express (N.M.E.) inclui-a na sua secção Radar para novos talentos e qualifica o seu disco como «maravilhoso». A canção que fecha o disco, «Came Out Of The Blue», é escolhida como banda sonora do capítulo 12 da 5a temporada da série australiana Winners & Losers. A tour de apresentação somou mais de 100 concertos, e trouxe Joana Serrat a visitar países como Portugal, Inglaterra, Holanda, Luxemburgo, Bélgica, Canadá ou África do Sul. Dear Great Canyon obteve o galardão ao Melhor Álbum Nacional do Ano, entregue pelo júri profissional dos Prémios Pop-Eye, e o Prémio da Crítica ao Melhor Álbum Catalão do Ano em Outras Línguas, outorgado por Enderrock.
Em 2016 publica o disco Cross the verge com El Segell del Primavera em Espanha e com a discográfica inglesa Loose no resto do mundo.
Joana é uma habitual dos palcos internacionais, participando em festivais como o Pop Montréal (Québec), o Paredes de Coura (Portugal), Down By The River (Países Baixos) e Primavera Sound, Acústica e Strenes na Catalunha.
Em setembro, Joana Serrat protagonizou a capa da revista Enderrock e publicou o EP "Grabolosa", um disco que contém quatro canções incluídas no "Cross the verge" traduzidas aqui em Catalão para a ocasião.
Joana Serrat obteve o Prémio Altaveu 2016 pelo seu percurso internacional e o Prémio dos Ouvintes ao Melhor Disco do Ano no iCat.cat.

## Influências
As influências musicais de Serrat, segundo uma reportagem à revista Enderrock, foram Joanna Newsom e Cat Power tanto pelas suas composições como pelo percurso artístico. Também Sera Cahoone pelo tratamento que faz das canções.
Durante a sua infância cresceu com Xesco Boix, Els 3 Tambors, Falsterbo 3 e o Grup de Folk, que a aproximaram às canções de Pete Seeger, Bob Dylan e Woody Guthrie.

## Discografia
- 2012: The Relief Sessions (auto-editado)
- 2014: Dear Great Canyon (El segell del Primavera)
- 2016: Cross the Verge (El Segell del Primavera / Loose)
- 2016 : EP Grabolosa (El Segell del Primavera)